# Frühlingsstimmen
Frühlingsstimmen  (Voci di Primavera) op. 410, è un valzer di Johann Strauss (figlio).
Nell'inverno del 1882-83 il compositore fu invitato a comporre un valzer vocale per il celebre soprano austriaco Bianca Bianchi (il cui vero nome era Bertha Schwarz), al tempo un acclamato membro del Wiener Hofoperntheater (Teatro dell'opera reale di Vienna).
Il valzer fu eseguito per la prima volta al Theater an der Wien il 1º marzo 1883 ad un concerto di beneficenza per la fondazione degli indigenti dell'Impero austro-ungarico fondata dall'imperatore Francesco Giuseppe e dall'imperatrice Elisabetta.
Strauss, dopo il successo che aveva ottenuto con i suoi valzer corali, fu felice di scrivere un brano per sola voce e il librettista Richard Genée, che aveva già collaborato con il compositore nell'operetta Eine Nacht in Venedig (Una notte a Venezia) del 1883, scrisse anche il testo per il nuovo valzer.
L'autunno del 1882 vide Strauss impegnato a Budapest per curare la prima rappresentazione dell'operetta Der lustige Krieg (L'allegra Guerra; 1881). Durante lo svolgimento di una delle serate in onore della visita del musicista viennese, fu Strauss stesso ad esibirsi al pianoforte con un altro degli illustri ospiti della serata: Franz Liszt. I due compositori si conoscevano già molto bene da almeno 30 anni (Strauss aveva dedicato il suo valzer Abschieds-Rufe op. 179 a Liszt nel gennaio del 1856) e si incontrarono in numerose altre occasioni. Fu questa visita che fornì l'ispirazione per la scrittura del valzer Frühlingsstimmen.
Successivamente il valzer venne arrangiato da Johann in versione solamente orchestrale e fu eseguito in questa forma, oggi celeberrima, da Eduard Strauss durante uno dei suoi concerti al Musikverein nel 1883.
Nel 1934 il valzer fu riutilizzato per l'operetta "postuma" (con musiche di Strauss jr.) Die Tänzerin Fanny Elßler.
Durante il Concerto di Capodanno del 1987, Herbert von Karajan, inserì nel programma il valzer Frühlingsstimmen eseguendolo nella versione vocale originale con il soprano Kathleen Battle.

## Versione Vocale
Viene di seguito riportata la versione vocale del valzer scritta dal librettista Richard Genée (1823-1895) nel 1883 in lingua originale e in italiano:
| Die Lerche in blaue Höh entschwebt, der Tauwind weht so lau; sein wonniger milder Hauch belebt und küßt das Feld, die Au. Der Frühling in holder Pracht erwacht, ah alle Pein zu End mag sein, alles Leid, entflohn ist es weit! Schmerz wird milder, frohe Bilder, Glaub' an Glück kehrt zurück; Sonnenschein, ah dringt nun ein, ah, alles lacht, ach, ach, erwacht! Da strömt auch der Liederquell, der zu lang schon schien zu schweigen; klingen hört dort wieder rein und hell süße Stimmen aus den Zweigen! Ah leis' läßt die Nachtigall schon die ersten Töne hören, um die Kön'gin nicht zu stören, schweigt, ihr Sänger all! Voller schon klingt bald ihr süßer Ton. Ach ja bald, ah, ah ja bald! Ah, ah, ah, ah! O Sang der Nachtigall, holder Klang, ah ja! Liebe durchglüht, ah, ah, ah, tönet das Lied, ah und der Laut, süß und traut, scheint auch Klagen zu tragen, ah ah wiegt das Herz in süße Träumerein, ah, ah, ah, ah, leise ein! Sehnsucht und Lust, ah ah ah wohnt in der Brust, ah, wenn ihr Sang lockt so bang, funkelnd ferne wie Sterne, ah ah zauberschimmernd wie des Mondes Strahl, ah ah ah ah wallt durchs Tal! Kaum will entschwinden die Nacht, Lerchensang frisch erwacht, ah, Licht kommt sie künden, Schatten entschwinden! ah! Ah des Frühlings Stimmen klingen traut, ah ja, ah ja ah o süßer Laut, ah ah ah ah ach ja! | L'allodola fa la sua comparsa nel blu, il dolce vento che soffia leggermente; il suo bel respiro lieve ravviva e bacia il campo, il prato. La Primavera sorge in tutto il suo splendore, ah tutte le difficoltà son finite, i dolori diventano miti, buone aspettative, la fede nella felicità restituisce; il sole, è caldo, ah, tutto ride, oh, oh, si risveglia! Una fontana di canzoni è in aumento, dopo che è stata in silenzio per troppo tempo; suoni chiari, leggeri e la voce di nuovo! Ah, delicatamente consentono all'usignolo di cantare le prime note, a patto di non disturbare la regina; Tacciano, tutti gli altri cantanti! Presto e più potente si risveglia la sua dolce voce. Oh, presto, oh, presto! Ah, ah, ah, ah! Oh, il canto dell'usignolo, dolce suono, ah sì! Incandescente con amore, ah, ah, ah, suoni la canzone, ah e il suono, che dolce e accogliente, sembra che trasporti via una nota di malinconia, ah, ah, da cuore di pietra a dolci sogni, ah, ah, ah, ah, molto delicatamente! Nostalgia e desiderio, ah, ah, ah, vivono nel mio seno, ah, la canzone con ansia mi richiama, da lontano lo scintillio delle stelle, ah, ah, magia luccicante come la luce lunare, ah, ah, ah, ah, ondeggia attraverso la valle! Svanisce come la notte, l'allodola comincia a cantare, ah, una piacevole promessa, come ombre svanisce! Ah! Ah le voci di primavera suonano come casa, Ah sì, ah sì, oh dolce suono, Ah, ah, ah, ah, ah sì! |